# Abbeyfeale
Abbeyfeale (Mainistir in Féile em irlandês) é uma cidade mercantil histórica no Condado de Limerick, República da Irlanda, próxima a fronteira com o Condado de Kerry. A cidade situa-se no meio-oeste da Irlanda, aproximadamente 21 km de Newcastle West na Rodovia N21 - a principal rodovia de Limerick a Tralee.